# Batoniite
La batoniite è un raro minerale rinvenuto in un'unica località in provincia di Siena. È un solfato basico idrato di alluminio che si presenta in forma di piccoli cristalli tabulari di colore bianco. Rinvenuta negli anni '80 ma identificata come nuova specie solo nel 2023 da un gruppo di ricercatori dell'Università di Pisa, è stata insignita del riconoscimento di "Minerale dell'anno" dall'Associazione Mineralogica Internazionale ed è il primo minerale di provenienza italiana a ricevere tale premio. 

## Abito cristallino
La batoniite, così chiamata in onore del mineralogista Massimo Batoni, presenta una struttura cristallina quasi unica e che risulta essere tra le più complesse mai scoperte, con un peculiare cluster ottamerico [Al8(OH)14(H2O)18]10+.

## Origine
Il minerale probabilmente si è originato dall'interazione tra l'acido solforico e rocce ricche di alluminio risalenti al Paleozoico.

## Forma in cui si presenta in natura
La batoniite forma dei piccoli aggregati di cristalli piatti che misurano meno di 1 mm. È lentamente solubile in acqua e in condizioni di vuoto si disidrata.

## Luoghi di ritrovamento
Il campione dal sito minerario delle Cetine di Cotorniano, nel comune di Chiusdino, in provincia di Siena; tale sito, che in ragione dei diversi minerali ivi scoperti per la prima volta (brizziite, cetineite, dacostaite, nannoniite, onoratoite, rosenbergite) è considerato di una certa importanza mineralogica, è una miniera di antimonio abbandonata. La batoniite è stata rinvenuta nel tunnel Garibaldi, il livello più basso della miniera.